# Lebor Gabála Érenn
Das Lebor Gabála Érenn ['lʴevor gəvaːla 'eːrʴeɴ] („Das Buch von den Einnahmen Irlands“, „Das Buch der Landnahmen Irlands“, neuirisch Leabhar Gabhála Éireann) ist ein vermutlich im 9. Jahrhundert entstandenes und im 11. Jahrhundert kompiliertes Sammelwerk in mittelirischer Sprache aus verschiedenen Erzählungen und Gedichten, die eine mythische Geschichte Irlands erzählen. Das Lebor ist in zwei unterschiedlichen Versionen überliefert, zuerst im Lebor Laignech („Das Buch von Leinster“) und im Leabhar Mór Leacain („Das große Buch von Lecan“).

## Werksgeschichte
Das Lebor Gabála Érenn beruht auf einer Kombination von biblischen Erzählungen, Fragmenten antiker Autoren, lokalen Überlieferungen und vieler gelehrter Erfindungen. Es ist auch als Buch der Invasionen bekannt und stützt sich unter anderem auf die folgenden Werke:
- Augustinus, De Civitate Dei, 413–426
- Orosius, Historiae adversum paganos, 417
- Eusebius von Caesarea, Chronicon, lateinische Übersetzung Temporum liber, 379
- Isidor von Sevilla, Etymologiae, 7. Jahrhundert

Ziel der Verfasser war es, einheimische historische Überlieferungen mit der Bibel und den Weltchroniken zu verbinden. Sie greifen auf sehr heterogene Materialien zurück, die teilweise bis ins 7. Jahrhundert zurückgehen könnten. So wurde eine frühe Fassung schon im Lebor Dromma Snechta („Das Buch von Druim Snechta“) angenommen. Das Buch der Invasionen wurde unter anderem von Geoffrey Keating für seine Foras feasa ar Éirinn („Wissensgrundlage über Irland“, meist kurz „Geschichte Irlands“ genannt) und von den Autoren der Annála Ríoghdhachta Éireann („Annalen der vier Meister“) als Quelle genutzt.
Geschildert wird die Abfolge der Besiedlungen oder Eroberungen der Insel. Meist werden sechs Etappen unterschieden: Zuerst kam Cessair, dann Partholon und Nemed, die Firbolg, die Túatha Dé Danann und schließlich die Milesier, die als die eigentlichen Vorfahren der irischen Gälen genannt werden. In der Form des Euhemerismus sollen diese Gestalten der vorchristlichen Mythologie als historische Personen dargestellt werden. Bis ins späte 17. Jahrhundert hinein wurde das Lebor Gabála Érenn als historische Realität angesehen, dann allerdings immer mehr als Geschichtsklitterung eingestuft.

## Ausgaben
- R. A. Stewart Macalister (Hrsg.): Lebor Gabála Érenn. The book of the taking of Ireland; Dublin: Published for the Irish Texts Society by the Educational Council of Ireland, 1938.